# Viersac
Viersac (en francès Viersat) és una comuna (municipi) de França, a la regió de la Nova Aquitània, departament de la Cruesa.
La seva població al cens de 1999 era de 348 habitants. Està integrada a la Communauté de communes d'Évaux-les-Bains et de Chambon-sur-Voueize.

## Administració
| Període   | Identitat         | Partit |
| --------- | ----------------- | ------ |
| 2001-2008 | Thérese Pelletier |        |
| 2008-     | Jean Debellut     |        |